# چلاچ
چلاچ (به لهستانی:  Czeladź) یک منطقهٔ مسکونی در لهستان است که در شهرستان بنجن واقع شده‌است. چلاچ ۱۶٫۳۸ کیلومتر مربع مساحت و ۳۴٬۰۷۱ نفر جمعیت دارد.